# Premios Movieguide
Los Premios Movieguide (en inglés: Movieguide Awards) son una ceremonia anual de premiación para las películas cristianas que se lleva a cabo todos los años en Hollywood y se transmite por el canal Hallmark casi al mismo tiempo que los Premios Oscar. Los premios se describen comúnmente como "Los Oscar cristianos" en los círculos de la industria.

#### Premio Epifanía a la película más inspiradora
| Año  | Película ganadora                                        |
| ---- | -------------------------------------------------------- |
| 1996 | Pena de muerte                                           |
| 1997 | The Preacher's Wife                                      |
| 1998 | Amistad                                                  |
| 1999 | El príncipe de Egipto                                    |
| 2000 | The Winslow Boy                                          |
| 2001 | Return to Me                                             |
| 2002 | The Body                                                 |
| 2003 | Evelyn                                                   |
| 2004 | The Gospel of John                                       |
| 2005 | La Pasión de Cristo                                      |
| 2006 | Las Crónicas de Narnia: El león, la bruja y el ropero    |
| 2007 | The Nativity Story                                       |
| 2008 | Amazing Grace                                            |
| 2009 | A prueba de fuego                                        |
| 2010 | Un sueño posible                                         |
| 2011 | Las crónicas de Narnia: la travesía del Viajero del Alba |
| 2012 | Courageous                                               |
| 2013 | Los miserables                                           |
| 2014 | Grace Unplugged                                          |
| 2015 | Dios no está muerto                                      |
| 2016 | Cuarto de guerra                                         |
| 2016 | The 33                                                   |
| 2016 | Brooklyn                                                 |
| 2016 | Captive                                                  |
| 2016 | El poder de la cruz                                      |
| 2016 | Manny                                                    |
| 2016 | Woodlawn                                                 |
| 2017 | The Young Messiah                                        |
| 2017 | Ben-Hur                                                  |
| 2017 | God's Not Dead 2                                         |
| 2017 | Hacksaw Ridge                                            |
| 2017 | Hail, Caesar!                                            |
| 2017 | Mlagros del cielo                                        |
| 2017 | Risen                                                    |
| 2017 | Silence                                                  |
| 2018 | La estrella de Belén                                     |
| 2018 | All Saints                                               |
| 2018 | Bitter Harvest                                           |
| 2018 | The Boss Baby                                            |
| 2018 | The Case for Christ                                      |
| 2018 | Let There Be Light                                       |
| 2018 | The Promise                                              |
| 2019 | I Can Only Imagine                                       |
| 2019 | God's Not Dead: A Light in Darkness                      |
| 2019 | Paul, Apostle of Christ                                  |
| 2019 | The Grinch                                               |
| 2019 | Unbroken: Path to Redemption                             |
| 2020 | Overcomer                                                |
| 2020 | A Beautiful Day in the Neighborhood                      |
| 2020 | Breakthrough                                             |
| 2020 | Harriet                                                  |
| 2020 | A Hidden Life                                            |
| 2021 | I Still Believe                                          |
| 2021 | Created Equal: Clarence Thomas in His Own Words          |
| 2021 | Greyhound                                                |
| 2021 | I Am Patrick: The Patron Saint of Ireland                |
| 2021 | Infidel                                                  |
| 2021 | News of the World                                        |
| 2021 | Waiting for Anya                                         |
| 2022 | The Chosen, Temporada 3: Episodio 1 & 2                  |
| 2022 | Father Stu: Reborn                                       |
| 2022 | Burning at Both Ends                                     |
| 2022 | Running the Bases                                        |
| 2022 | Uncharted                                                |
| 2023 | Journey to Bethlehem                                     |
| 2023 | After Death                                              |
| 2023 | Big George Foreman                                       |
| 2023 | On a Wing and a Prayer                                   |
| 2023 | Jesus Revolution                                         |